# Cazin
Cazin (kyrilliska: Цазин) är en ort i nordvästra Bosnien-Hercegovina, nära gränsen till Kroatien i landskapet Bosanska Krajina. Cazin ligger i kommunen med samma namn i Una-Sana kanton i Federationen Bosnien-Hercegovina.